# Haïm Amsalem
Pour les articles homonymes, voir Amsalem.
Le rabbin Haïm (Emile) Amsalem (né le 12 octobre 1959, à Oran, Algérie) est un membre de la Knesset (parlement israélien) du parti Shass. Après une rupture entre lui et le Shass en raison de ses positions, il a créé le mouvement « Am Shalem » (« Nation entière »), lequel est candidat aux élections à la 19e Knesset.